# توده آب

نمونه‌ای از توده‌های مختلف آب در اقیانوس جنوبی

توده آب (به انگلیسی: Water mass) در اقیانوس‌نگاری یک توده آبی قابل شناسایی با پیشینهٔ تشکیل مشترک است که دارای خواص فیزیکی متمایز از آب‌های پیرامونش است. خواص شامل دما، شوری، نسبت شیمیایی - ایزوتوپی و دیگر مقادیر فیزیکی که ردیاب جریان محافظه‌کار هستند. توده آب نیز با جریان ردیاب‌های غیرمحافظه‌کار آن مانند سیلیکات، نیترات، اکسیژن و فسفات شناسایی می‌شود.
توده‌های آب به‌طور کلی نه تنها با ردیاب‌های مربوطه‌شان، بلکه با موقعیت آنها در اقیانوس‌های جهان نیز متمایز می‌شوند. توده‌های آب نیز با موقعیت عمودی خود متمایز می‌شوند به طوری که توده‌های آب سطحی، توده‌های آب میانی و توده‌های ژرفاب وجود دارند.